# Pyrkivä Turku
El Pyrkivä Turku, en finlandès: Turun Pyrkivä, és un club de esportiu finlandès de la ciutat de Turku.

## Història
Va ser creat l'any 1906, amb el nom Maarian Pyrkivä, com una secció del club Työväenyhdistys Tarmo . El 1912 esdevingué una entitat independent, i escollí el verd com el seu color distintiu.
Una de les seccions més destacades del club és la de gimnàstica, amb nombrosos èxits nacionals i internacionals. Kaino Lempinen fou membre de l'equip que guanyà la medalla de bronze al Jocs Olímpics d'Estiu de 1952 de Hèlsinki. Annukka Almenoksa guanyà 18 campionats finesos (1998-2004) i fou finalista al Campionat d'Europa de 2002 de gimnàstica artística.
Les seccions de bandy i hoquei sobre gel també ha destacat a nivell nacional.
La secció de futbol passà dues temporades a primera divisió els anys 1952-1956 i 1978-1979. L'any 1954 es proclamà campió de lliga.

## Palmarès
- Lliga finlandesa de futbol: 
  - 1954